# A3 (motorväg, Slovenien)

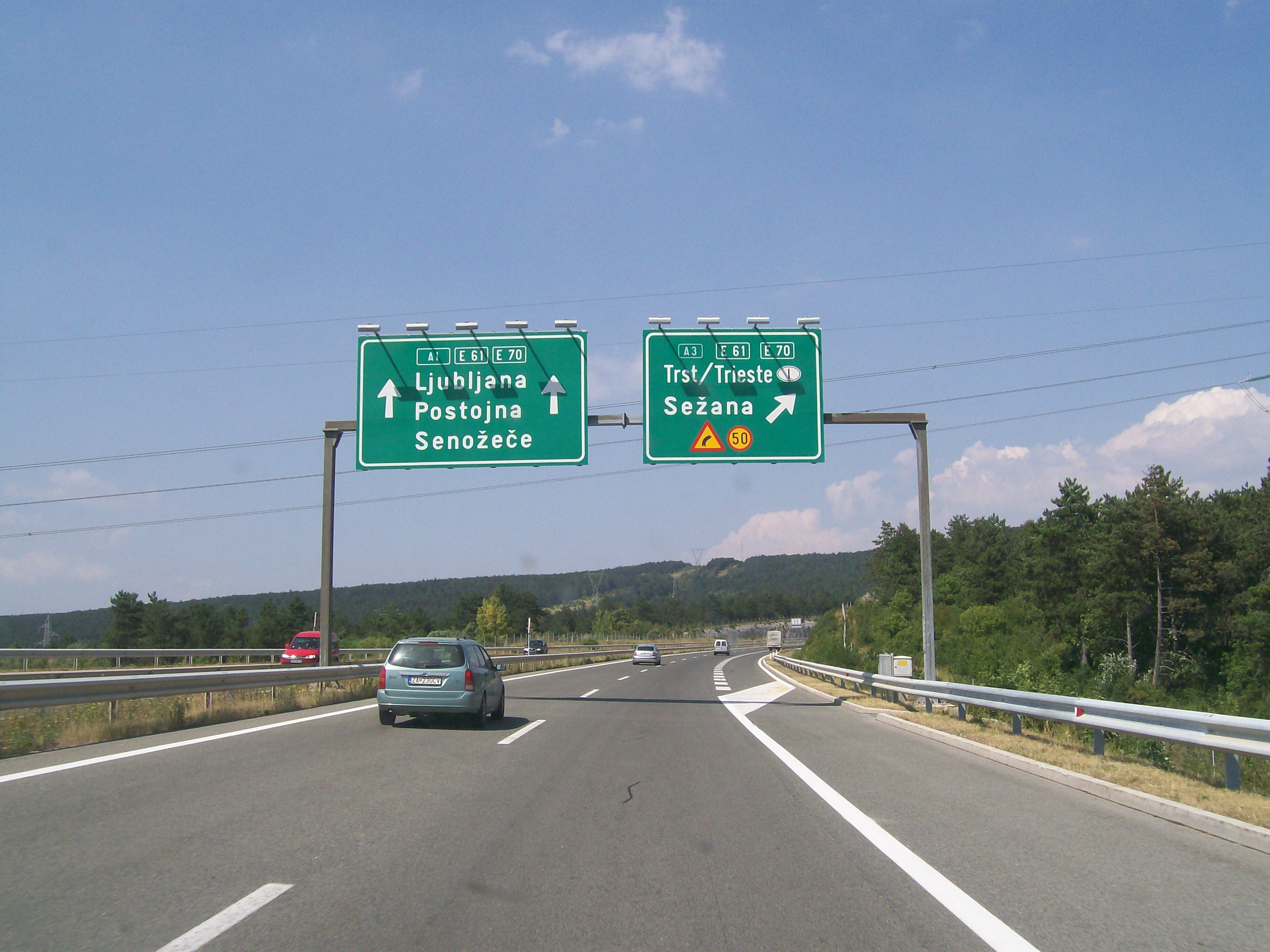
Vy från A3

A3 är en motorväg i Slovenien som går från Divaca till gränsen till Italien. Denna motorväg binder ihop motorvägen A1 med det italienska vägnätet. Detta är en kort förbindelsemotorväg.